# Tomopteris oniscoformis
Tomopteris oniscoformis is een borstelworm uit de familie Tomopteridae. Het lichaam van de worm bestaat uit een kop, een cilindrisch, gesegmenteerd lichaam en een staartstukje. De kop bestaat uit een prostomium (gedeelte voor de mondopening) en een peristomium (gedeelte rond de mond) en draagt gepaarde aanhangsels (palpen, antennen en cirri).
Tomopteris oniscoformis werd in 1825 voor het eerst wetenschappelijk beschreven door Eschscholtz.